# Наталі Хорлер
Наталі Крістін Хо́рлер (нім. Natalie Christine Horler; 23 вересня 1981, Бонн, Північний Рейн — Вестфалія, Німеччина) — британо-німецька співачка, журналістка і телеведуча.

## Біографія
Наталі Крістін Хорлер народилась 23 вересня 1981 року в Бонні (земля Північний Рейн — Вестфалія, Німеччина) в сім'ї Девіда і Крістін Хорлер. Її батьки з Великої Британії. Вони переїхали до Західної Німеччини у 1980 році. Батько — David Horler, джазовий музикант, а мати, Крістін, вчителька іноземних мов. У Наталі четверо братів і сестер.
Почала кар'єру як клубна співачка. Солістка гурту «Cascada» з 2004 року, котрий представив Німеччини на «Євробаченні-2013» і зайняв 21-е місце.
З травня 2011 року одружена з банкіром Морісом.